# Бесимо Супериоре I (Бреша)
Бесимо Супериоре I је насеље у Италији у округу Бреша, региону Ломбардија.
Према процени из 2011. у насељу је живело 43 становника. Насеље се налази на надморској висини од 209 м.